# Northrop XB-35

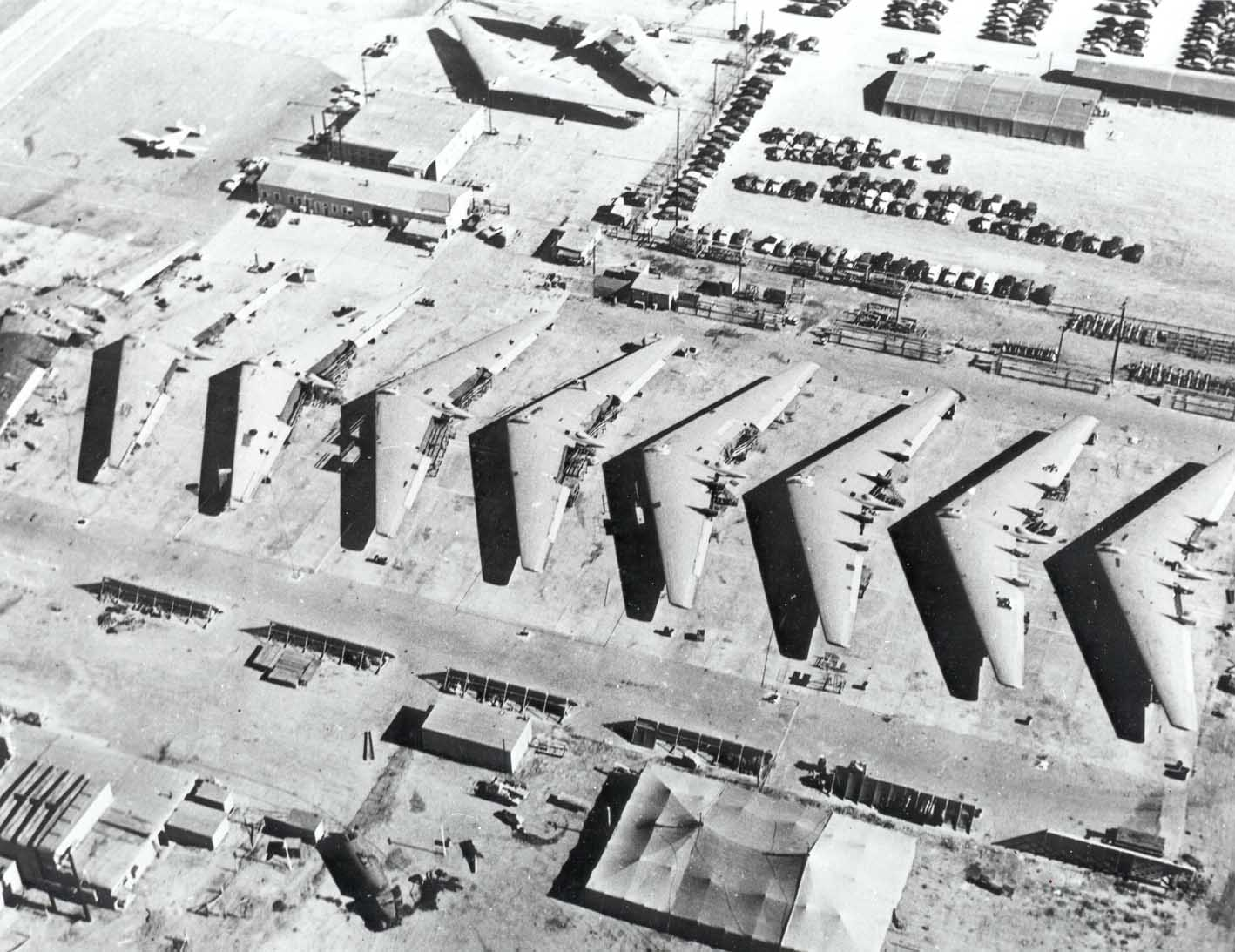
Построенные самолёты на авиабазе Эдвардс

Northrop XB-35 / YB-35 Flying Wing — экспериментальный (XB-35) и предсерийный (YB-35) стратегический бомбардировщик с компоновкой «летающее крыло» производства Northrop Corporation.
Проектные работы были начаты в сентябре 1941 года, НИОКР были завершены до конца 1945 года, первый полёт состоялся 25 июня 1946 года.

## История создания
Главный конструктор самолёта, Джон Нортроп, с самого начала своей карьеры был увлечен концепцией самолёта типа «летающее крыло». Первой попыткой создать такой аэроплан Нортроп предпринимает в 1939 году. В результате свет увидел экспериментальный истребитель ХР-56 Black Bullet. Он был сконструирован по «бесхвостовой» схеме и имел толкающий винт. Фактически, это было «летающее крыло». Самолёт был потерян во время испытаний — он перевернулся во время маневрирования на земле.
Параллельно Джон Нортроп работал над прототипом XP-79, тоже типа «летающее крыло», но уже с жидкостными ракетными двигателями. И эта машина была потеряна во время испытаний. Но Нортропа это не остановило.
В конце 1941 года, в ответ на размещение ВВС США заказа на новый стратегический бомбардировщик, Нортроп предлагает военным свой новый проект — ХР-35.
Перспективный бомбардировщик необычной конструкции обладал рядом неоспоримых преимуществ перед своими аналогами классической компоновки. За счет отсутствия фюзеляжа и хвостового оперения фактически вся поверхность самолёта создавала подъёмную силу. Таким образом, конструкторы получили возможность увеличить запас топлива и полезной нагрузки в счет сэкономленного веса. Помимо этого снижалось лобовое сопротивление, что позволило, помимо увеличения дальности, также без дополнительных затрат увеличить скорость полета.
Не дожидаясь окончания испытания опытного образца, 17 декабря 1942 года ВВС США заказывает у фирмы Northrop пробную серию из 13 бомбардировщиков. Серия получила обозначение-YB-35 (предсерийный вариант) для проведения войсковых испытаний. Для производственной базы фирмы в Хоутхорне этот заказ был максимальным. Самолёты пришлось собирать под открытым небом из-за отсутствия ангаров соответствующего размера.
Джек Нортроп был абсолютно уверен в успехе. Он начал поиски партнера, обладающего производственными мощностями для выполнения заказа на более чем 200 единиц. Таким партнером оказался Гленн Мартин, с которым Нортроп заключил предварительное соглашение в конце 1942 года.
Официальный заказ от ВВС поступил 30 июня 1943 года. По условиям контракта Northrop должна была предать ВВС первый серийный бомбардировщик уже к июню 1945 года, однако, этому не суждено было случиться. Хотя Northrop бросила все силы в работу над этим, но уже в начале 1944 года стало ясно, что компания не укладывается в оговоренные сроки. К тому же, повторный анализ данных от испытаний предыдущих наработок Нортропа показал, что реальные характеристики XB-35 будут ниже заявленных. Так, дальность полета оказалась меньше на 2592 км, а максимальная скорость на 39 км/ч и это, разумеется, не могло обрадовать ВВС. В довершение к этому фирма Martin постоянно отставала от графика работ и все время срывала дату постройки первого серийного образца.
В результате ВВС отменили свой заказ на 200 серийных машин. Официальное уведомление подтверждение пришло на фирму Northrop в декабре 1944 года. ВВС потребовали закончить постройку и начать летные испытания только опытных ХВ-35 и предсерийных YB-35. К этому времени в цехах завода Northrop находилось только 7 недостроенных машин — два ХВ-35 и пять YB-35.
Основной конкурент фирмы Northrop — компания Consolidated, оказалась менее удачливой. Ей заказали всего 100 серийных машин В-36 (заказ от 23 июля 1943 года) с поставкой первого серийного самолёта к маю 1944 года. В этом решении прослеживается явная симпатия генерала Арнольда к творению Джона Нортропа.
Самолёт был оснащён четырьмя звездообразными двигателями воздушного охлаждения Pratt & Whitney Wasp Major — два типа R-4360-17 и два типа R-4360-21 мощностью по 3000 л. с. каждый, все двигатели также были снабжены турбокомпрессорами General Electric, бомбардировщик рассчитывался на доставку 10 000 фунтов (4540 кг) бомб на дальность 5500 км. Проектная дальность полёта с боевой нагрузкой должна была составить 12 400 км. Для охлаждения двигателей в передней кромке крыла были сделаны щели, через которые воздух попадал в специальные нагнетательные камеры, а потом к двигателям и турбокомпрессорам. Вооружение бомбардировщика должно было состоять из шести дистанционно управляемых турелей оснащенных 3х4 + 4х2-12,7-мм пулеметами Browning M2 и 2×37-мм авиационных пушки, установленные в корме.
В дальнейшем самолёт был модернизирован до модели Northrop YB-49 с установкой под реактивные двигатели. После закрытия программы все самолёты были пущены на слом.

## Технические характеристики
Источник данных: Статья на сайте "Уголок неба"

Технические характеристики
- Экипаж: 9 человек
- Длина: 16,18 м
- Размах крыла: 52,43 м
- Высота: 6,12 м
- Площадь крыла: 371,6 м
- Масса пустого: 43 284 кг
- Нормальная взлётная масса: 76 340 кг
- Максимальная взлётная масса: 95 000 кг
- Силовая установка: 4 × 2 ПД Pratt Whitney R-4360-17 + 2 ПД R-4360-21 Wasp Major
- Мощность двигателей: 4 × 3000 л. с.
- Воздушный винт: соосные четырехлопастные Hamilton Standart Supermatic (на YB-35-четырехлопастные изменяемого шага)
- Диаметр винта: 4648/4597 мм

Лётные характеристики
- Максимальная скорость: 629 км/ч
- Крейсерская скорость: 294 км/ч
- Боевой радиус: 5500 км
- Перегоночная дальность: 13 113 км
- Практический потолок: 12 100 м

Вооружение
- Точки подвески: 8 бомбоотсеков
- Бомбы: Бомбовая нагрузка — 23 245 кг максимально и 18 700 кг нормально